# Andrew Rannells

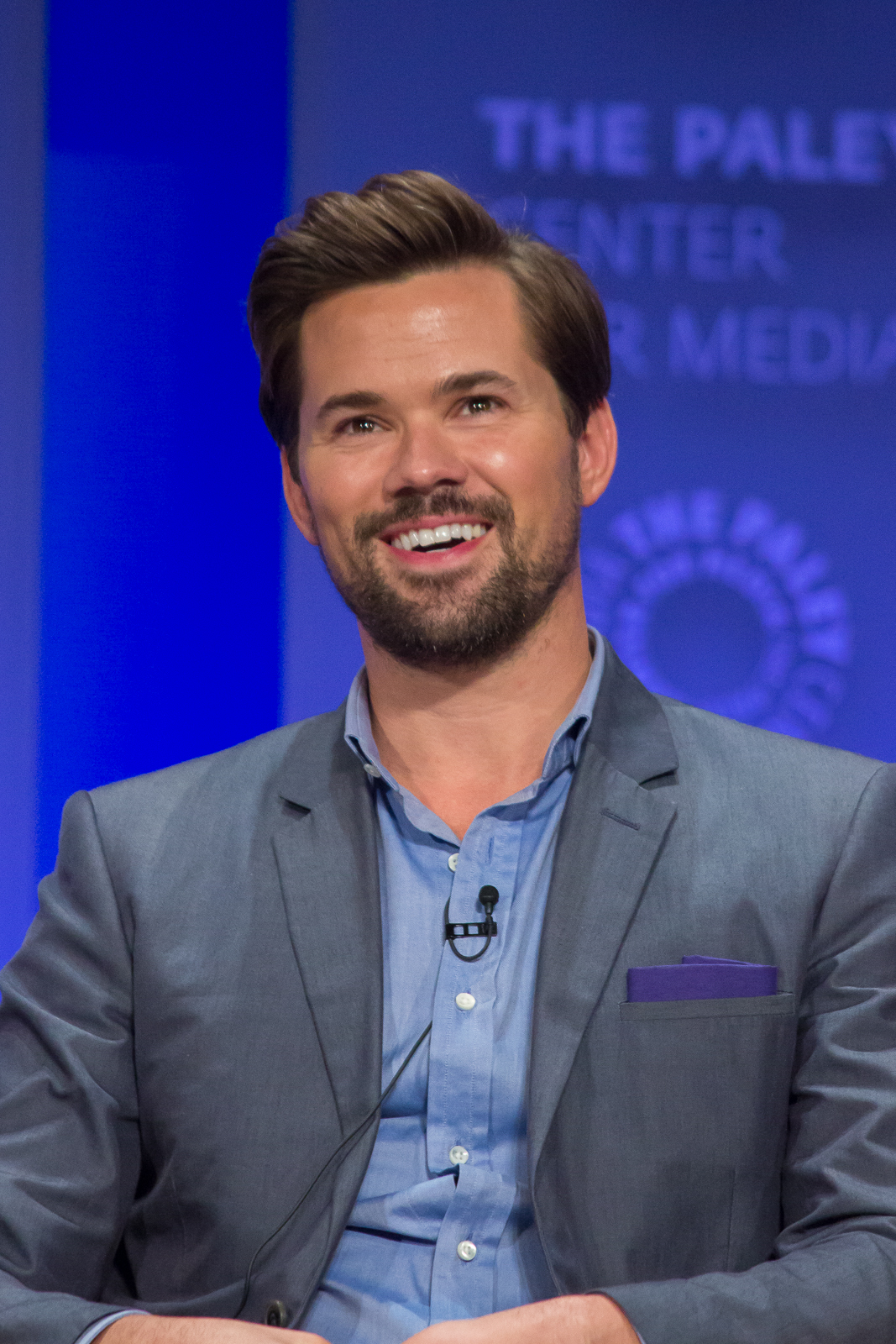
Andrew Rannels (2015)

Andrew Scott Rannells (* 23. August 1978 in Omaha, Nebraska) ist ein US-amerikanischer Schauspieler und Sänger. Er ist vor allem durch seine Arbeit am Broadway und im Fernsehen bekannt.

## Leben und Karriere
Andrew Rannells besuchte die Creighton Preparatory School in Omaha. Nach seinem Abschluss zog er nach New York und studierte für zwei Jahre am Marymount Manhattan College. Er hat polnische und irische Vorfahren.
Rannells begann seine professionelle Karriere als Synchronsprecher in verschiedenen Animationsserien und arbeitete zwischenzeitlich auch als Regisseur für diese. 2005 machte er sein Broadway-Debüt, indem er in dem Musical Hairspray auftrat. Auch spielte er auf der US-Tour und am Broadway eine der Hauptrollen im Musical Jersey Boys. Sein bekanntestes Musical ist jedoch The Book of Mormon, in dem er den Elder Price verkörperte. Das Musical wurde von Trey Parker, Matt Stone und dem Komponisten Robert Lopez geschrieben. Für seine dortige Leistung wurde er für einen Tony Award nominiert und gewann einen Grammy. Er verließ das Theater im Juni 2012.
Im Fernsehen war Rannells in dem Film Die Hochzeit unserer dicksten Freundin als ein Stripper zu sehen. Zwischen 2012 und 2017 war er in der wiederkehrenden Rolle des Elijah Krantz in der preisgekrönten Serie Girls zu sehen. Von 2012 bis 2013 verkörperte er in The New Normal Bryan Collins, der mit seinem Partner, gespielt von Justin Bartha, mit Hilfe einer Leihmutter Vater werden möchte.
2014 übernahm er die Titelrolle im Musical Hedwig and the Angry Inch von Neil Patrick Harris, mit dem er auch in der Serie How I Met Your Mother arbeitete.
2015 spielte er vorübergehend die Rolle des King George III im Hit-Musical Hamilton als Ersatz für Jonathan Groff. Auch war er 2015 im Film Man lernt nie aus gegenüber von Robert De Niro und Anne Hathaway zu sehen.
2017 wurde er erneut für einen Tony Award nominiert, diesmal für seine Rolle im Musical Falsettos, welches von Oktober 2016 bis Januar 2017 am Broadway lief. Im Film Nur ein kleiner Gefallen war er mit Anna Kendrick und Blake Lively zu sehen.
2018 spielte er Larry im Theaterstück The Boys in the Band, welches 2019 verfilmt und 2020 auf Netflix veröffentlicht wurde.
Rannells produzierte die Serie Black Monday und spielte eine der Hauptrollen von 2019 bis 2021.
2022 gab er sein Bühnendebüt in London, diesmal in der Hauptrolle Jim Bakker im neuen Musical Tammy Faye.
Auf den Broadway kehrte er 2023 in Gutenberg! The Musical! mit seinem Co-Darsteller Josh Gad aus The Book of Mormon zurück.
Neben seiner Tätigkeit als Schauspieler ist Rannells auch Autor. Sein erstes Buch Too Much Is Not Enough wurde 2019 veröffentlicht. Er schreibt vor allem über seine Kindheit und den Anfang seiner Karriere. Sein zweites Buch Uncle of the Year: & Other Debatable Triumphs wurde 2023 veröffentlicht.
Er führte Regie bei einer Folge von Modern Love. Das Drehbuch für diese Folge schrieb er ebenfalls, es basiert auf einem Aufsatz, welchen er 2017 in der New York Times veröffentlichte.

## Persönliches
Rannells ist seit 2019 mit seinem Bühnen- und Filmpartner aus The Boys in the Band, dem Schauspieler Tuc Watkins, liiert.
Er lebt in Chelsea, New York und Los Angeles.
Er wurde als Schüler in der High School von einem Priester sexuell missbraucht.

## Theater (Auswahl)
- 2005: Hairspray (Nachfolger für Rolle Link Larkin)
- 2007–2009: Jersey Boys (US-Tour und Broadway)
- 2011–2012: The Book of Mormon (Original Broadway Cast)
- 2014: Hedwig and the Angry Inch (temporär)
- 2015: Hamilton (temporär)
- 2016–2017: Falsettos
- 2018: The Boys in the Band
- 2022: Tammy Faye (London)
- 2023–2024: Gutenberg! The Musical!

## Filmografie (Auswahl)
- 1994: Street Sharks (Fernsehserie, 6 Folgen)
- 2010: Sex and the City 2
- 2012: Die Hochzeit unserer dicksten Freundin (Bachelorette)
- 2012–2013: The New Normal (Fernsehserie, 22 Folgen)
- 2012–2017: Girls (Fernsehserie, 34 Folgen)
- 2013–2014: How I Met Your Mother (Fernsehserie, 2 Folgen)
- 2015: Glee (Fernsehserie, Folge 6x13)
- 2015: Man lernt nie aus (The Intern)
- 2015: The Knick (Fernsehserie, 4 Folgen)
- 2016: Why Him?
- 2017–2025: Big Mouth (Fernsehserie, Stimme von Matthew MacDell)
- 2018: Nur ein kleiner Gefallen (A Simple Favor)
- 2019–2021: Black Monday (Fernsehserie, 30 Folgen)
- 2020: The Stand-In
- 2020: The Boys in the Band
- 2020: The Prom
- 2021–2024: Invincible (Fernsehserie, Stimme von William Clockwell, 13 Folgen)
- 2021–2024: Girls5eva (Fernsehserie, 8 Folgen)
- 2022: Welcome to Chippendales (Fernsehserie, 4 Folgen)
- 2023: Our Son
- 2023: Trolls – Gemeinsam Stark (Trolls Band Together, Stimme)
- 2024: I Don’t Understand You
- 2024: The Boys (Fernsehserie, 1 Folge, Stimme)
- 2025: Nur noch ein kleiner Gefallen (Another Simple Favor)
- 2025: Too Much (Fernsehserie, 5 Folgen)